# Interaktionsmatrix
Mit Hilfe einer Interaktionsmatrix können Konflikte zwischen Anforderungen durch paarweisen Vergleich aufgedeckt werden.
|               | Anforderung 1 | Anforderung 2 | Anforderung 3 |
| ------------- | ------------- | ------------- | ------------- |
| Anforderung 1 | 0             | 1             | 1000          |
| Anforderung 2 | 1             | 0             | 1             |
| Anforderung 3 | 1000          | 1             | 0             |

Die (willkürliche) Ziffer 0 steht für die „Konfliktfreiheit“ zweier Anforderungen. Ziffer 1 kennzeichnet einen „Konflikt“ zwischen zwei Anforderungen, die Zahl 1000 eine „Überlappung“ der Anforderungen. Das Aufsummieren der jeweiligen Spalten bzw. Zeilen zeigt, ob Konflikte zwischen Anforderungen bestehen.
Die Interaktionsmatrix erlaubt die Klassifizierung von Anforderungen hinsichtlich ihres Konfliktpotenzials. Bestehende Konfliktpotenziale können mit Hilfe weitergehender Priorisierungs- bzw. Klassifizierungsmethoden näher betrachtet werden.